# Season for Assault
Season for Assault è il secondo album del gruppo neozelandese 8 Foot Sativa, pubblicato il 14 giugno 2003 dalla Intergalactic Records, il 12 aprile 2004 fu pubblicato in Australia e su scala mondiale il 13 settembre dalla Black Mark Records. Questo album fu l'ultimo della band con il cantante Justin "Jackhammer" Niessen e il primo con il nuovo batterista Sam Sheppard.

## Tracce
1. Destined to be Death – 3:47
2. Chelsea Smile – 3:08
3. Disorder – 4:23
4. Gutless – 4:44
5. For Religions to Suffer – 4:14
6. Season for Assault – 4:10
7. What's Lost is Tomorrow – 4:26
8. Hatred Forever – 3:26
9. The Abused – 2:27
10. Escape from Reality – 4:51

## Formazione
- Justin 'Jackhammer' Neissen - voce
- Gary Smith - chitarra
- Brent Fox - basso
- Sam Sheppard - batteria